# Мабхара

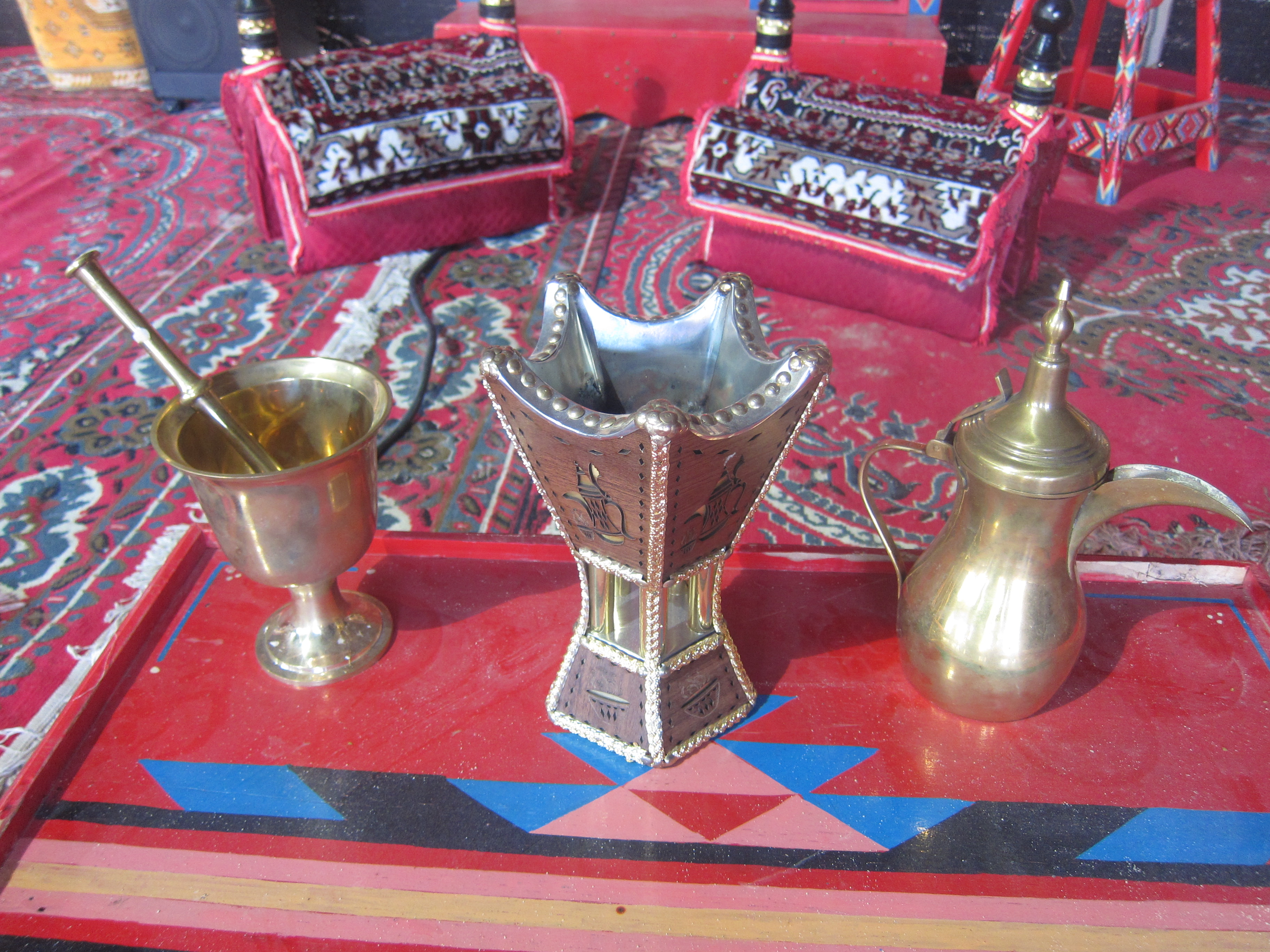

Мабхара (араб. مبخر‎ или араб. مبخرة‎) — кадило, встречающееся в арабском мире и Турции. Мабхара традиционно изготавливалась из глины или мягкого камня. Большинство мабхар (или мабахир, арабское множественное число) имеют квадратное основание с наклонными внутрь сторонами, которые поддерживают квадратную чашу с наклонными наружу сторонами. Деревянное основание часто вырезают для формирования ножек. Сама чаша облицована листовым металлом. Старые горелки украшались узорчатыми сочетаниями шпилек из мягкого металла и латунных прихваток, часто с зеркалами в панелях верхней части. Ножки обычно были покрыты листовым металлом.
Более современные варианты мабхары изготавливаются из блестящего листового металла. Хотя они сохраняют традиционную форму, они, как правило, украшены зеркалами, цветными металлами и бывают разных размеров, от нескольких дюймов до нескольких футов в высоту. Изготовлением мабхары сегодня занимаются в основном ремесленники, один из которых проживает в провинции Хаиль, одной из северных провинций Королевства Саудовская Аравия.

## Архитектурные мабхары
Мабхара вдохновила архитекторов на создание зданий в форме традиционной мабхары. Например, на площади в Джидде есть скульптура мабхара, окруженная кофейниками. Архитекторы, скульпторы и художники включили мабхары в качестве декоративных элементов ландшафта. В Эр-Рияде и Джидде в общественных местах установлены большие скульптуры в виде мабхар. Бронзовые мабхары украшают общественные сады, окружающие водонапорную башню в Эр-Рияде, а большая гранитная мабхара стоит в районе Хамра в Джидде.